# 北威爾克斯伯勒鎮區 (北卡羅萊納州威爾克斯縣)
北威爾克斯伯勒鎮區（英語：North Wilkesboro Township）是位於美國北卡羅萊納州威爾克斯縣的一個鎮區。

## 地方資料
北威爾克斯伯勒鎮區的面積為41.69平方千米，皆為陸地。根據2020年美國人口普查的數據，當地共有人口8141人，而人口密度為每平方千米195.27人。